# ササムロ
ササムロ（笹鰘、学名：Caesio caerulaurea）は、タカサゴ科に分類される魚類。紅海を含むインド太平洋地域の熱帯の水域に広く生息する。

## 分類と名称
1801年にフランスの博物学者であるベルナール・ジェルマン・ド・ラセペードによって記載され、タイプ産地はモルッカ諸島であった。ラセペードは Caesio caerulaureus という学名を用いたが、Caesio は女性名詞であるため、C. caetulaurea という学名に修正された。1876年にはオランダの魚類学者であるピーター・ブリーカーによって、タカサゴ属のタイプ種に指定された。
種小名は「caeuruleus (空色)」と「aurea (金色)」を組み合わせたもので、空色の背中と金色の帯を表している。blue fusilier、gold-band fusilier、scissor-tailed fusilierといった英名もある。沖縄県では「ヒラーグルクン」と呼ばれる。

## 分布と生息地
紅海から南アフリカまでのアフリカ東海岸から、インド洋を通って東は太平洋のフランス領ポリネシアまで、北は南日本、南はバヌアツとニューカレドニアまで、インド太平洋の熱帯域に広く分布する。ペルシア湾には分布しない。日本では主に南西諸島に分布する。オーストラリアではシャーク湾からアドミラルティ湾まで、アシュモア・カルティエ諸島からグレートバリアリーフ北部まで、またクイーンズランド州からシドニーまで、クリスマス島およびロード・ハウ島に分布する。生息水深は2-40m。通常はサンゴ礁に生息するが、沿岸やラグーン、藻場でも見られる。

## 形態
体は紡錘形で、多少側扁する。顎、鋤骨、口蓋骨に円錐形の歯がある。クマササハナムロなどの近縁種と比べて体高が高い。背鰭は10棘と14-16軟条から、臀鰭は3棘と10-12軟条から成る。背鰭と臀鰭には鱗がある。全長は通常25cmで、最大35cmに達する。体色は水色で、腹側は白い。主に側線に沿って黄色から金色の縦縞が入る。この縞の上下は白く縁取られ、尾鰭の上下には暗色帯が入る。

## 生態
中層で大きな群れを成し、動物プランクトンを捕食する。性成熟は早く、繁殖力も高い。大量の小さな浮遊卵を放出する。産卵期は長く、月齢に合わせて集団で産卵する。沖縄では5月から7月に産卵期を迎える。産卵の約1-1.5時間前には、1-2匹の雄が雌に近づき、膨らんだ腹部を鼻先で押す。産卵まで1時間を切ると、2-6匹の雄が腹部を雌の腹部に近づけようとする。この姿勢をとったつがいは、水面に向かって螺旋状に浮上し、卵子と精子を放出し、他の雄がそれを追う。これらの雄はスニーカーであり、最初のつがいが精子と卵子を放出した場所に精子を放出する。スニーカーが産卵に参加しないこともある。

## 人との関わり
沿岸漁業では重要な対象種であり、インドネシアやフィリピンでは市場に多く流通する。追い込み漁、刺網、トロール網、釣りで漁獲される。幼魚はマグロ釣りの餌に利用される。日本では南西諸島で食用として流通している。